# Supercoupe d'Europe masculine de handball
La Supercoupe d'Europe masculine de handball, officiellement Champions Trophy, est une ancienne compétition de handball organisée par la Fédération européenne de handball (EHF) qui a existé de 1996 à 2008, année de son abandon.
La compétition se déroulait entre quatre clubs : les vainqueurs de la Ligue des champions (C1), de la Coupe des vainqueurs de coupe (C2) et de la Coupe de l'EHF (C3) de l'année précédente ainsi que, suivant les éditions, le finaliste de la Ligue des champions ou un club organisateur.

## Palmarès

### Coupe d'or de l'IHF
La Coupe d'or de l'IHF oppose le vainqueur de la Coupe des clubs champions (C1) au vainqueur de la Coupe des vainqueurs de coupe (C2). Six éditions ont eu lieu entre 1979 et 1983 :
| Année | Lieu     | Vainqueur             | Finaliste             | Score     |
| ----- | -------- | --------------------- | --------------------- | --------- |
| 1979  | Dortmund | VfL Gummersbach (C2)  | TV Großwallstadt (C1) | 14 – 9    |
| 1980  | Munich   | TV Großwallstadt (C1) | CB Alicante (C2)      | 19 – 15   |
| 1981  | Dortmund | SC Magdebourg (C1)    | TuS Nettelstedt (C2)  | 24 – 19   |
| 1982  | Rostock  | SC Empor Rostock (C2) | Budapest Honvéd (C1)  | 31 – 27ap |
| 1983  | Dortmund | VfL Gummersbach (C1)  | SKA Minsk (C2)        | 17 – 16   |

### Supercoupe de handball
Au moins en 1989, un match — non officiel — oppose le vainqueur de la Coupe des clubs champions (C1) au vainqueur de la Coupe des vainqueurs de coupe (C2) :
| Année | Lieu  | Vainqueur      | Finaliste        | Score   |
| ----- | ----- | -------------- | ---------------- | ------- |
| 1989, | Essen | SKA Minsk (C1) | TUSEM Essen (C2) | 33 – 22 |

### Supercoupe d'Europe
En 1996, deux ans après l'avoir introduit chez les féminines, la Fédération européenne de handball (EHF) relance le principe d'une Supercoupe d'Europe qui oppose quatre clubs : les vainqueurs de la Ligue des champions (C1), de la Coupe des vainqueurs de coupe (C2) et de la Coupe de l'EHF (C3) ainsi qu'un quatrième club (vainqueur de la Coupe des Villes (C4), finaliste de Ligue des champions, organisateur...). 
Treize éditions ont eu lieu entre 1996 et 2008 :
| Année | Lieu        | Vainqueur            | Finaliste            | Score   |
| ----- | ----------- | -------------------- | -------------------- | ------- |
| 1996  | Bielefeld   | FC Barcelone         | BM Granollers        | 27 – 24 |
| 1997  | Irun        | FC Barcelone         | CD Bidasoa           | 25 – 20 |
| 1998  | Barcelone   | FC Barcelone         | Badel 1862 Zagreb    | 28 – 22 |
| 1999  | Magdebourg  | FC Barcelone         | SC Magdebourg        | 26 – 25 |
| 2000  | Pampelune   | Portland San Antonio | FC Barcelone         | 28 – 24 |
| 2001  | Kiel        | SC Magdebourg        | Portland San Antonio | 21 – 20 |
| 2002  | Magdebourg  | SC Magdebourg        | Veszprém KSE         | 31 – 30 |
| 2003  | Valladolid  | FC Barcelone         | BM Valladolid        | 30 – 29 |
| 2004  | Ciudad Real | RK Celje             | THW Kiel             | 30 – 29 |
| 2005  | León        | BM Ciudad Real       | SC Magdebourg        | 37 – 28 |
| 2006  | Cologne     | BM Ciudad Real       | VfL Gummersbach      | 36 – 31 |
| 2007  | Celje       | THW Kiel             | RK Celje             | 38 – 34 |
| 2008  | Veszprém    | BM Ciudad Real       | Veszprém KSE         | 32 – 28 |

1. ↑  Remarque : la Supercoupe d'Europe a lieu en début d'année, donc une victoire à l'année N correspond à la saison N-N+1

## Bilan

### Par club
| Rang | Club                 | Finales gagnées | Finales gagnées              | Finales perdues | Finales perdues |
| Rang | Club                 | Nombre          | Années                       | Nombre          | Années          |
| ---- | -------------------- | --------------- | ---------------------------- | --------------- | --------------- |
| 1    | FC Barcelone         | 5               | 1996, 1997, 1998, 1999, 2003 | 1               | 2000            |
| 2    | / SC Magdebourg      | 3               | 1981, 2001, 2002             | 2               | 1999, 2005      |
| 3    | BM Ciudad Real       | 3               | 2005, 2006, 2008             | 0               | -               |
| 4    | VfL Gummersbach      | 2               | 1979, 1983                   | 1               | 2006            |
| 5    | TV Großwallstadt     | 1               | 1980                         | 1               | 1979            |
| 5    | SKA Minsk            | 1               | 1989                         | 1               | 1983            |
| 5    | Portland San Antonio | 1               | 2000                         | 1               | 2001            |
| 5    | RK Celje             | 1               | 2004                         | 1               | 2007            |
| 5    | THW Kiel             | 1               | 2007                         | 1               | 2004            |
| 10   | SC Empor Rostock     | 1               | 1982                         | 0               | -               |

### Par nation
| Rang | Nation                        | Finales | Finales | Finales |
| Rang | Nation                        | Gagnées | Perdues | Total   |
| ---- | ----------------------------- | ------- | ------- | ------- |
| 1    | Espagne                       | 9       | 6       | 15      |
| 2    | Allemagne                     | 8       | 6       | 14      |
| 3    | Slovénie                      | 1       | 1       | 2       |
| 4    | Hongrie                       | 0       | 3       | 3       |
| 5    | Croatie                       | 0       | 1       | 1       |
| -    | Union soviétique/ Biélorussie | 1       | 1       | 2       |

## Statistiques
- Plus grand nombre de victoires en finale : 5  FC Barcelone
- Plus grand nombre de défaites en finale : 2  SC Magdebourg et  Veszprém KSE
- Plus grand nombre de victoires consécutives : 4  FC Barcelone de 1996 à 1999
- Aucun club n'a perdu 2 finales consécutives.
- Plus grand nombre de participations à une finale : 6  FC Barcelone
- Plus grand nombre de participation consécutives à une finale : 5  FC Barcelone de 1996 à 2000
- Clubs ayant gagné une finale sans jamais en avoir perdu :  BM Ciudad Real,  SC Empor Rostock
- Clubs ayant perdu en finale sans jamais en avoir gagné :
  - 2 finales perdues :  Veszprém KSE
  - 1 finale perdue :
    -  CB Alicante
    -  TuS Nettelstedt
    -  Budapest Honvéd
    -  BM Granollers
    -  VfL Gummersbach
    -  CD Bidasoa
    -  BM Valladolid
    -  Badel Zagreb
- Doublés Ligue des champions / Supercoupe d'Europe :
  - 4  FC Barcelone de 1996 à 1999
  - 2  BM Ciudad Real en 2006 et 2008
  - 1  THW Kiel en 2007
  - 1  SC Magdebourg en 2002
- Doublés Coupe des coupes / Supercoupe d'Europe : 1  Portland San Antonio en 2000
- Doublés Coupe de l'EHF / Supercoupe d'Europe : 1  FC Barcelone en 2003
- Finales ayant opposées 2 clubs d'un même pays :
  -  VfL Gummersbach -  TV Großwallstadt en 1979
  -  FC Barcelone -  BM Granollers en 1996
  -  FC Barcelone -  CD Bidasoa en 1997
  -  Portland San Antonio -  FC Barcelone en 2000
  -  FC Barcelone -  BM Valladolid en 2003
- Aucune ville n'a gagné la finale avec 2 clubs différents.
- Aucune ville n'a participé à la finale avec 2 clubs différents.
- Plus grand écart de buts en finale : +10 : 32 – 22  SKA Minsk -  TUSEM Essen en 1989
- Plus grand nombre de buts marqués en finale : 72 : 38 – 34  THW Kiel -  RK Celje en 2007
- Plus petit écart de buts en finale : +1 :
  - 17 – 16  VfL Gummersbach -  SKA Minsk en 1983
  - 26 – 25  FC Barcelone -  SC Magdebourg en 1999
  - 21 – 20  SC Magdebourg -  Portland San Antonio en 2001
  - 31 – 30  SC Magdebourg -  Veszprém KSE en 2002
  - 30 – 29  FC Barcelone -  BM Valladolid en 2003
  - 30 – 29  RK Celje -  THW Kiel en 2004
- Plus petit nombre de buts marqués en finale : 23 : 14 – 9  VfL Gummersbach -  TV Großwallstadt en 1979
- Plus grand nombre de buts marqués par le vainqueur : 38  THW Kiel en 2007
- Plus petit nombre de buts marqués par le vainqueur : 14  VfL Gummersbach en 1979
- Plus grand nombre de buts marqués par le vaincu : 34  RK Celje en 2007
- Plus petit nombre de buts marqués par le vaincu : 9 :  TV Großwallstadt en 1979